# 삼성 갤럭시 Z 폴드 4
삼성 갤럭시 Z 폴드 4(영어: Samsung Galaxy Z Fold4)는 삼성 갤럭시 Z 시리즈의 일부인 폴더블 스마트폰이다. 이 장치는 2022년 8월 10일 오후 10시에 삼성 언팩을 통해 발표되었으며, 8월에 출시되었다.

## 디자인

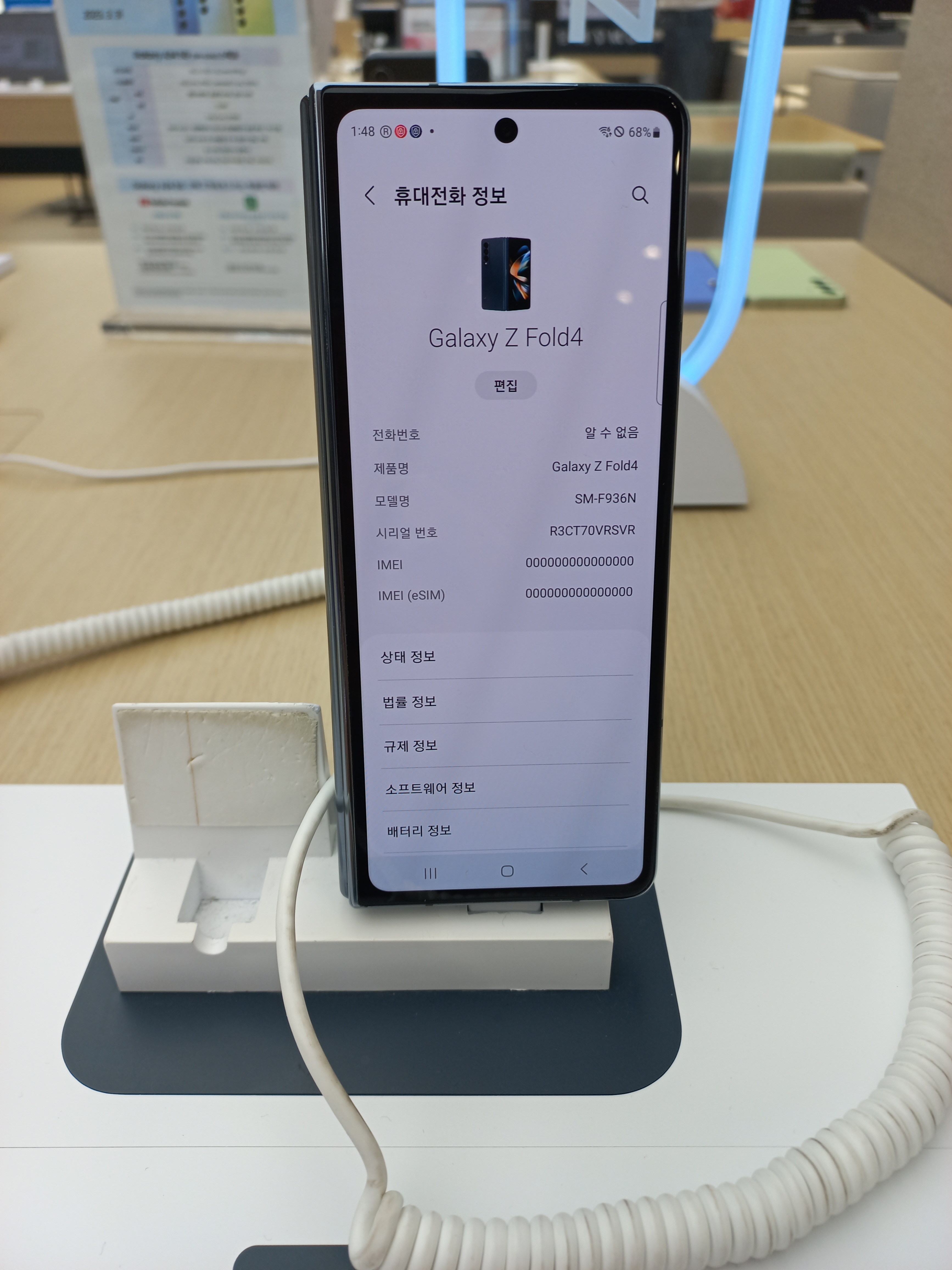
삼성 갤럭시 Z 폴드 4의 전면

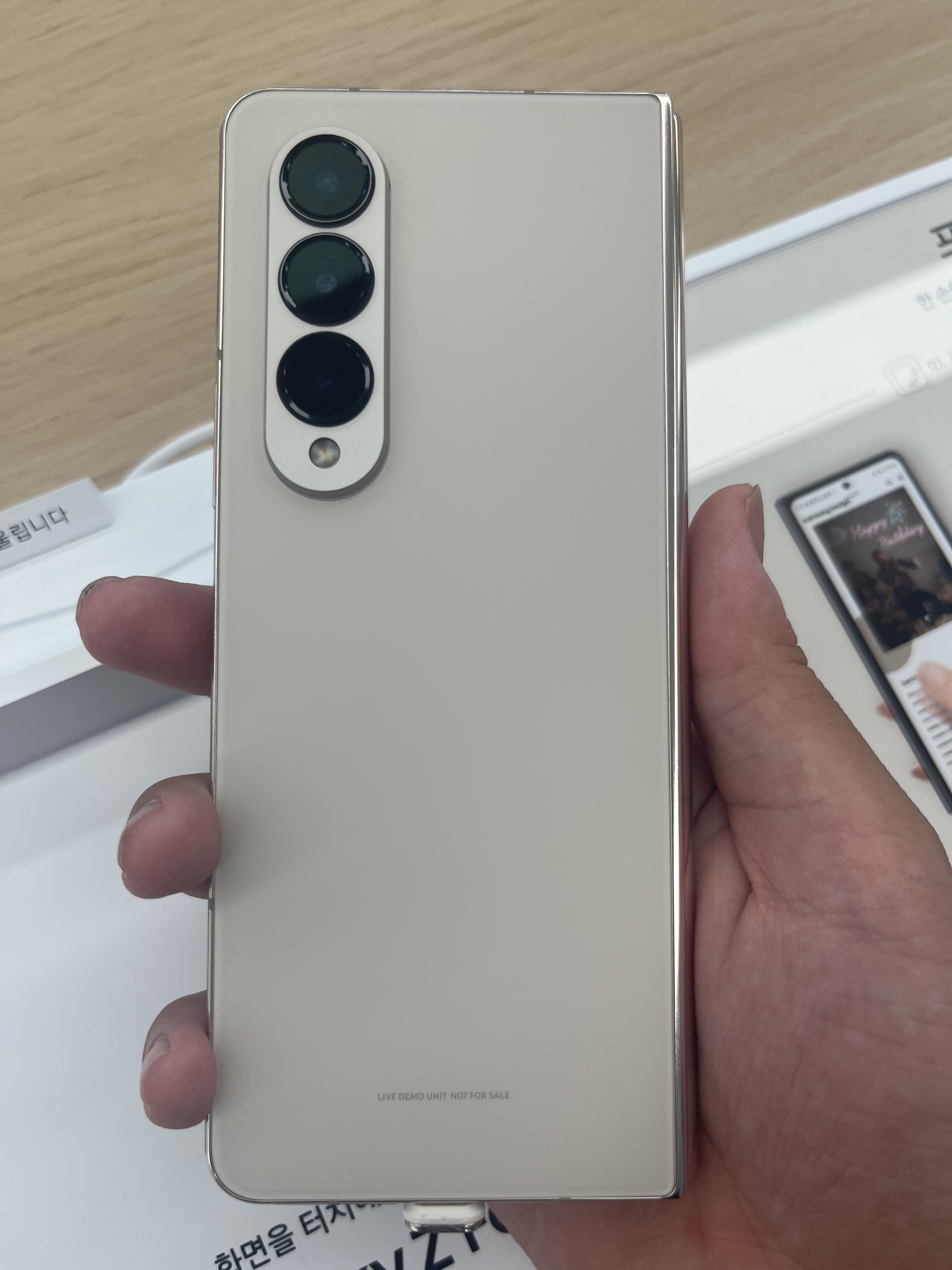
삼성 갤럭시 Z 폴드 4의 후면

Z 폴드 4의 외부 디스플레이와 후면 패널은 고릴라 글래스 빅투스+를 사용하며, 접이식 내부 디스플레이는 삼성 소유의 "초박형 유리"로 제작되었으며, 두 개의 보호 플라스틱 층이 덮여 있다.
Z 폴드 4는 방수 기능에 대한 IPX8 침투 보호 등급을 가지고 있으며, 먼지 저항은 등급이 지정되지 않았다. 외부 프레임은 알루미늄으로 제작되었으며, 삼성에서 '아머 프레임'으로 판매되고 있다.
삼성 갤럭시 Z 폴드 4는 팬텀블랙, 베이지, 그레이그린, 버건디 등 4가지 색상으로 출시됐다.
| 색 | 이름        |
| -- | ----------- |
|    | 팬텀 블랙   |
|    | 베이지      |
|    | 그레이 그린 |
|    | 버건디      |

## 사양

### 하드웨어
갤럭시 Z 폴드 4는 S펜 프로와 S펜폴드 에디션을 지원하는 6.2인치 커버 디스플레이와 접이식 내부 7.6인치 디스플레이 등 두 가지 화면이 있다. 두 디스플레이 모두 120Hz 가변 새로 고침 빈도를 갖는다. Z폴드 3에 비해 내부 디스플레이는 가로 세로 비율이 사각형인 반면 커버 디스플레이는 약간 넓다.
이 장치는 12GB의 RAM과 256GB, 512GB 또는 1TB의 UFS 3.1 플래시 스토리지를 가지고 있으며, 마이크로 SD 카드를 통해 장치의 저장 용량을 확장할 수 없다.
Z 폴드 4는 퀄컴 스냅드래곤 8+ Gen 1에 의해 구동된다.
이 장치에 포함된 배터리는 4400mAh 듀얼 셀 유닛으로 최대 25W의 USB-C 또는 최대 15W의 무선 충전을 통해 빠르게 충전된다.
Z폴드4는 50MP 광각 카메라, 12MP 초광각 카메라, 10MP 망원 카메라 등 3개의 후면 카메라를 탑재했다. 와이드 카메라는 S22, S22+와 센서를 공유하여 이전의 12 MP 센서를 대체했으며, 망원 카메라는 2배 광학 줌에서 3배 광학 줌으로 업그레이드되었다. 전면 카메라가 2개 있으며 커버 디스플레이에는 10MP 카메라가, 내부 디스플레이의 오른쪽 절반에는 4MP 언더 디스플레이 카메라가 있다.

### 소프트웨어
삼성 갤럭시 Z 폴드 4은 안드로이드 12L기반 One UI 4.1이 기본탑재 되었다.